# ホセ・アンヘル・カルモナ
ホセ・アンヘル・カルモナ・ナバーロ（José Ángel Carmona Navarro、2002年1月29日 - ）は、スペイン・アンダルシア州エル・ビソ・デル・アルコル出身のサッカー選手。セビージャFC所属。ポジションはDF。

## クラブ経歴
アンダルシア州のエル・ビソ・デル・アルコルに生まれ、2010年に7歳でセビージャFCのカンテラに入団した。2021年7月20日、クラブとの契約を2025年まで延長すると、同年3月13日、ラージョ・バジェカーノとのリーグ戦でトップチームデビューを果たした。2022-23シーズンの9月10日、RCDエスパニョールとの試合で先発出場したカルモナは、26分と45分にプロ初ゴールを含む2得点を挙げ、3-2で勝利に貢献した。
2023年1月11日、2022-23シーズン終了まで買い取りオプション付きの契約でエルチェCFにレンタル移籍した。
2023年7月21日、2023-24シーズンはヘタフェCFへレンタル移籍することが発表された。